# Rubale
Rubale è una circoscrizione rurale (rural ward) della Tanzania situata nel distretto rurale di Bukoba, regione del Kagera. Conta una popolazione di 8 901 abitanti (censimento 2012).